# Гаусман, Альберт Львович
Альберт Львович (Лейбович) Гаусман (1859, Ковенская губерния, Российской империи — 7 августа 1889) — революционер-народоволец.

## Биография
Родился в зажиточной еврейской семье. Окончил гимназию в Петербурге. Образование получил на естественном и юридическом факультетах Санкт-Петербургского императорского университета.
Участник революционного движения. С осени 1882 года был членом Центральной группы Университетского кружка народнической революционной террористической партии «Народная воля».
В апреле 1886 г. был арестован и в октябре 1887 г. выслан административным порядком на 8 лет в Восточную Сибирь. Назначенный к поселению в Средне-Колымском округе, временно находился в Якутске.
22 марта 1889 года принял участие в вооружённом протесте против высылки евреев в северные уезды Якутской области. Когда разразилось, так называемое, дело «Вилюйцев». А. Гаусман пытался воздействовать на радикальные революционные настроения своих товарищей.
7 августа 1889 г. был повешен вместе с М. Зотовым и Л. Коган-Бернштейном у ограды Якутского острога.
Еврейская община похоронила евреев-революционеров (С. Я. Гуревич, Я. Ноткина, Г. Шура, С. Пика, А. Л. Гаусмана и Л. М. Коган-Бернштейна) в братской могиле на Еврейском кладбище. На могиле А. Л. Гаусмана был установлен памятник, но надписи на нём были уничтожены в марте 1890 года по приказу полиции.